# Вјачеслав Добринин
Вјачеслав Григоријевич Добринин (рус. Вячеслав Григорьевич Добрынин), рођен Вјачеслав Галустович Антонов (Вячеслав Галустович Антонов); Москва, 25. јануар 1946 — Москва, 1. октобар 2024), совјетски и руски био је композитор и певач. Народни уметник Руске Федерације (1996).